# Mediateka MeMo
Mediateka MeMo – filia nr 29 Biblioteki Miejskiej w Łodzi, mieszcząca się przy ul. Stanisława Moniuszki 5. Biblioteka pełni funkcję centrum kulturalno-medialnego, łączącego dostęp do tradycyjnych zbiorów bibliotecznych z dostępem do nowych technologii.
Biblioteka udostępnia kolekcjonerski gramofon Oscar.
Czytelnicy Biblioteki Miejskiej, mogą korzystać ze zbiorów MeMo za pomocą Fiszki (łódzkiej karty bibliotecznej) lub założyć kartę bezpośrednio w placówce.

## Siedziba
Mediateka znajduje się w budynku przy ul. Moniuszki 5 w Łodzi – willi  „Trianon”. Jest to neorenesansowa willa, która powstała w 1887 roku i została zaprojektowana na prośbę Ludwika Meyera przez Juliusza Junga.

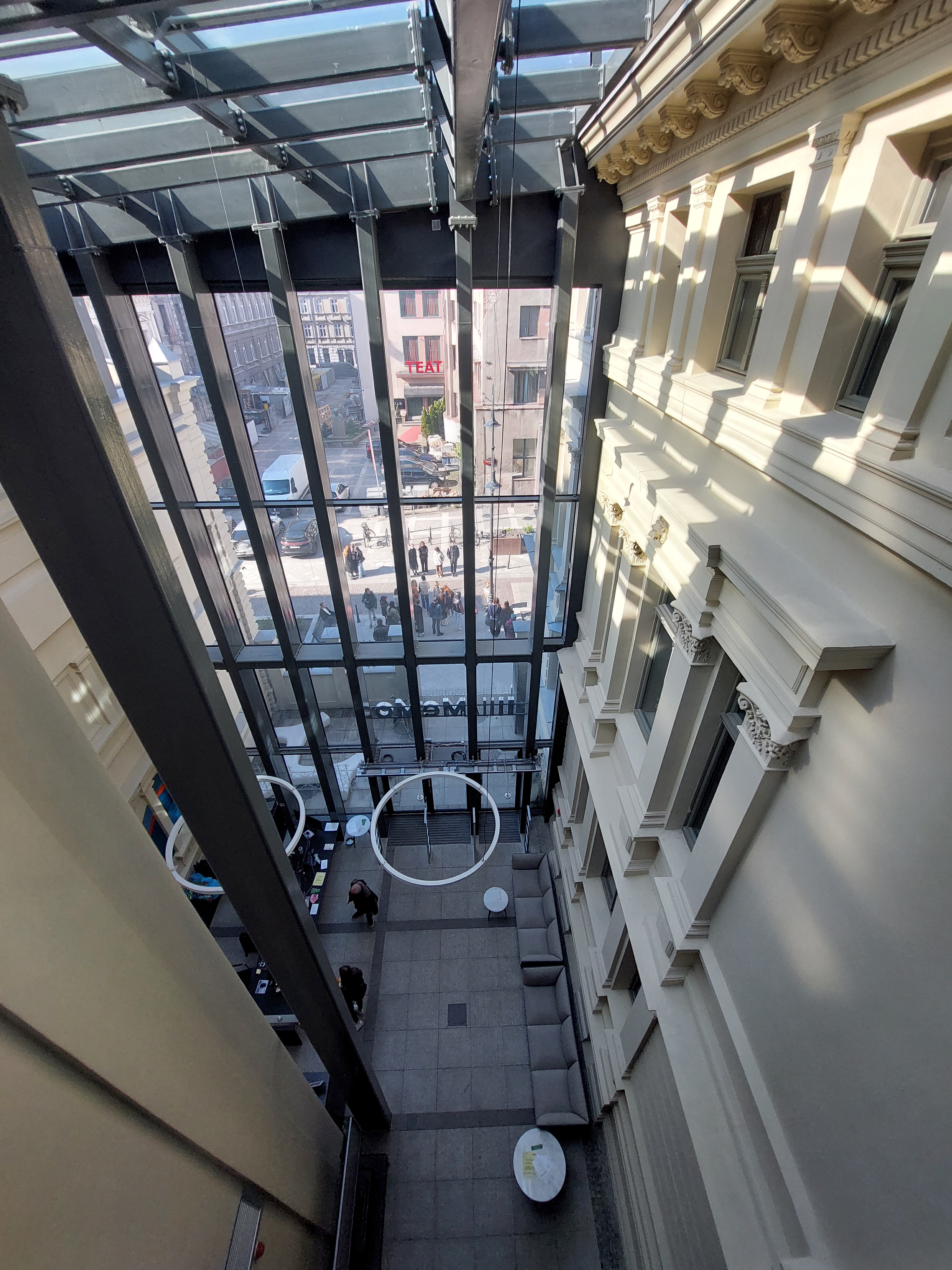
Mediateka MeMo – wnętrze

## Przestrzenie funkcjonalne
W budynku biblioteki znajdują się m.in.:
- studio lektorskie,
- studio fotograficzne i wideo,
- profesjonalnie wyposażone studio nagrań dźwięku i montażu,
- sala konstrukcyjna „Legowisko” wyposażona w bogatą ofertę modeli klocków „Lego”,
- sala muzyczna „Dysonans” (gramofony, dostęp do instrumentów muzycznych),
- sala Multiversum,
- przestrzeń gamingowa z konsolami gier,
- Klub Myślowy „MeMo”,
- pięć sal szkoleniowo-warsztatowych,
- przestrzeń z huśtawkami dla najmłodszych czytelników,
- siedem pracowni dla młodzieży,
- pracownia dla osób niepełnosprawnych,
- dwie pracownie multimedialne,
- kawiarnia,
- klub filmowy[6].

## Partnerzy
Partnerami mediateki MeMo są Biblioteka Uniwersytetu Łódzkiego (BUŁA) i telewizja Toya. Partnerami strategicznymi zostali Varitex (sponsor gramofonu Oscar) i EC1 (również partner wydarzeń). Patronat medialny objęli z kolei Toya i Radio Łódź.